# Premio Wallace Stevens
El premio Wallace Stevens es un galardón literario creado en 1994. Originalmente contó con el patrocinio de Dorothea Tanning. Lleva el nombre del escritor Wallace Stevens y es administrado por la Academy of American Poets, para "reconocer la destacada y probada maestría en el arte de la poesía"; tiene una dotación de $100.000 dólares.  La entrega del premio en la Biblioteca del Congreso de los Estados Unidos es uno de los actos culturales más importantes del año. 

## Ganadores
Fuente: Página del premio en poets.org.
| Año  | Premiado            | Jurado |  |
| ---- | ------------------- | --- |  |
| 2023 | Afaa Michael Weaver | |  |
| 2022 | Marilyn Nelson      | |  |
| 2021 | Toi Derricotte      | |  |
| 2020 | Nikky Finney        | |  |
| 2019 | Rita Dove           | |  |
| 2018 | Sonia Sanchez       | |  |
| 2017 | Jorie Graham        | Elizabeth Alexander, Toi Derricotte, Ellen Bass, Forrest Gander, Linda Gregerson, Terrance Hayes, Brenda Hillman, Jane Hirshfield, Khaled Mattawa, Marilyn Nelson, Alicia Ostriker, Claudia Rankine, Alberto Ríos, David St. John, Arthur Sze                             |  |
| 2016 | Sharon Olds         | Elizabeth Alexander, Toi Derricotte, Mark Doty, Linda Gregerson, Brenda Hillman, Jane Hirshfield, Juan Felipe Herrera, Khaled Mattawa, Marilyn Nelson, Alicia Ostriker, Claudia Rankine, Alberto Ríos, Arthur Sze, Anne Waldman                                           |  |
| 2015 | Joy Harjo           | Elizabeth Alexander, Toi Derricotte, Mark Doty, Linda Gregerson, Jane Hirshfield, Juan Felipe Herrera, Marilyn Nelson, Naomi Shihab Nye, Khaled Mattawa, Alicia Ostriker, Claudia Rankine, Alberto Ríos, Arthur Sze, C. D. Wright, Anne Waldman                           |  |
| 2014 | Robert Hass         | Victor Hernández Cruz, Toi Derricotte, Mark Doty, Marilyn Hacker, Juan Felipe Herrera, Edward Hirsch, Jane Hirshfield, Khaled Mattawa, Marilyn Nelson, Naomi Shihab Nye, Ron Padgett, Marie Ponsot, Claudia Rankine, Alberto Ríos, Arthur Sze, Anne Waldman, C. D. Wright |  |
| 2013 | Philip Levine       | Toi Derricotte, Mark Doty, Marilyn Hacker, Juan Felipe Herrera, Edward Hirsch, Jane Hirshfield, Marilyn Nelson, Naomi Shihab Nye, Marie Ponsot, Claudia Rankine, Arthur Sze, Anne Waldman, C. D. Wright                                                                   |  |
| 2012 | Gary Snyder         | Victor Hernández Cruz, Toi Derricotte, Mark Doty, Marilyn Hacker, Lyn Hejinian, Edward Hirsch, Jane Hirshfield, Naomi Shihab Nye, Sharon Olds, Ron Padgett, Carl Phillips, Marie Ponsot, Arthur Sze, and Anne Waldman                                                     |  |
| 2011 | Yusef Komunyakaa    | Victor Hernández Cruz, Mark Doty, Rita Dove, Marilyn Hacker, Lyn Hejinian, Edward Hirsch, Naomi Shihab Nye, Sharon Olds, Ron Padgett, Carl Phillips, Marie Ponsot, Kay Ryan, Gerald Stern, and Anne Waldman                                                               |  |
| 2010 | Galway Kinnell      | Victor Hernández Cruz, Rita Dove, Marilyn Hacker, Lyn Hejinian, Edward Hirsch, Naomi Shihab Nye, Sharon Olds, Ron Padgett, Carl Phillips, Robert Pinsky, Marie Ponsot, Kay Ryan, Susan Stewart, Gerald Stern, and C. K. Williams                                          |  |
| 2009 | Jean Valentine      | Frank Bidart, Victor Hernández Cruz, Rita Dove, Marilyn Hacker, Lyn Hejinian, Edward Hirsch, Sharon Olds, Ron Padgett, Carl Phillips, Robert Pinsky, Kay Ryan, Susan Stewart, Gerald Stern, Ellen Bryant Voigt, and C. K. Williams                                        |  |
| 2008 | Louise Glück        | Frank Bidart, Victor Hernández Cruz, Rita Dove, Lyn Hejinian, Sharon Olds, Ron Padgett, Carl Phillips, Robert Pinsky, Kay Ryan, Gary Snyder, Susan Stewart, Gerald Stern, Ellen Bryant Voigt, and C. K. Williams                                                          |  |
| 2007 | Charles Simic       | Frank Bidart, Rita Dove, Robert Hass, Lyn Hejinian, Galway Kinnell, Nathaniel Mackey, Sharon Olds, Carl Phillips, Robert Pinsky, Kay Ryan, Gary Snyder, Gerald Stern, Susan Stewart, James Tate, Ellen Bryant Voigt, and C. K. Williams                                   |  |
| 2006 | Michael Palmer      | Robert Hass, Fanny Howe, Susan Stewart, Arthur Sze, and Dean Young |  |
| 2005 | Gerald Stern        | Frank Bidart, Lucille Clifton, Toi Derricotte, Sharon Olds, and Kevin Young |  |
| 2004 | Mark Strand         | Rosanna Warren, Jonathan Aaron, W. S. DiPiero, Jane Hirshfield, Lynne McMahon |  |
| 2003 | Richard Wilbur      | Alice Fulton, Glyn Maxwell, Heather McHugh, C. K. Williams, and Al Young |  |
| 2002 | Ruth Stone          | Marie Howe, Galway Kinnell, Yusef Komunyakaa, Dorianne Laux, Philip Levine |  |
| 2001 | John Ashbery        | Charles Bernstein, Susan Howe, Harryette Mullen, Geoffrey O'Brien, Cole Swensen |  |
| 2000 | Frank Bidart        | Eavan Boland, Louise Glück, Wendy Lesser, James Longenbach, Carl Phillips |  |
| 1999 | Jackson Mac Low     | Frank Bidart, Robert Creeley, Sharon Olds, Marjorie Perloff, John Yau |  |
| 1998 | A. R. Ammons        | Edward Hirsch, Richard Howard, Stephen Sandy, Susan Stewart, Helen Vendler |  |
| 1997 | Anthony Hecht       | Harold Bloom, Debora Greger, John Hollander, Heather McHugh, Mark Strand |  |
| 1996 | Adrienne Rich       | Thom Gunn, Marilyn Hacker, Daniel Hoffman, David Wagoner, Rosanna Warren |  |
| 1995 | James Tate          | John Ashbery, Jorie Graham, Charles Simic |  |
| 1994 | W.S. Merwin         | James Merrill, Carolyn Kizer, J. D. McClatchy |  |